# Алмерсбах
Алмерсбах (њем. Almersbach) општина је у њемачкој савезној држави Рајна-Палатинат. Једно је од 119 општинских средишта округа Алтенкирхен (Вестервалд). Према процјени из 2010. у општини је живјело 444 становника. Посједује регионалну шифру (AGS) 7132001.

## Географија
Алмерсбах се налази у савезној држави Рајна-Палатинат у округу Алтенкирхен (Вестервалд). Општина се налази на надморској висини од 235 метара. Површина општине износи 0,6 km².

## Становништво
У самом мјесту је, према процјени из 2010. године, живјело 444 становника. Просјечна густина становништва износи 728 становника/km².

## Међународна сарадња
| Мјесто | Држава    | Врста сарадње | Од    |
| ------ | --------- | ------------- | ----- |
|        | Пољска    | партнерство   | 2000. |
|        | Пољска    | контакт       | 2000. |
|        | Француска | партнерство   | 1972. |
|        | Пољска    | контакт       | 1996. |
| Извор  |           |               |       |